# Le Rêve (opéra)
Pour les articles homonymes, voir Le Rêve.
Personnages
- Angélique, soprano
- Hubertine, mezzo-soprano ou contralto
- Félicien, ténor
- Jean d'Hautecœur, baryton
- Hubert, basse
- 2 enfants de chœur, mezzo-soprano

Le Rêve est un opéra en quatre actes et huit tableaux d'Alfred Bruneau, sur un livret de Louis Gallet d'après le roman éponyme d'Émile Zola. Il est créé le 18 juin 1891 à l'Opéra-Comique de Paris sous la direction de Jules Danbé.

## Rôles
| Rôle                      |  | Première Direction : Jules Danbé |
| ------------------------- |  | -------------------------------- |
| Angélique                 |  | Cécile Simonnet                  |
| Hubertine                 |  | Blanche Deschamps-Jéhin          |
| Félicien                  |  | Pierre-Émile Engel               |
| Jean d'Hautecœur          |  | Max Bouvet                       |
| Hubert                    |  | Eugène Jérôme Lorrain            |
| Les deux enfants de chœur |  | Jenny Falize et Suzanne Elven    |